# 富士見書房
富士見書房（）は、日本の出版社・KADOKAWAのブランドの一つ。
1972年に株式会社富士見書房（初代）として設立され、4度にわたる組織再編を経て現在に至っているが、本項では通年解説する。
なお、辰巳出版傘下の「富士美出版」とは何の関係もない。

## 歴史

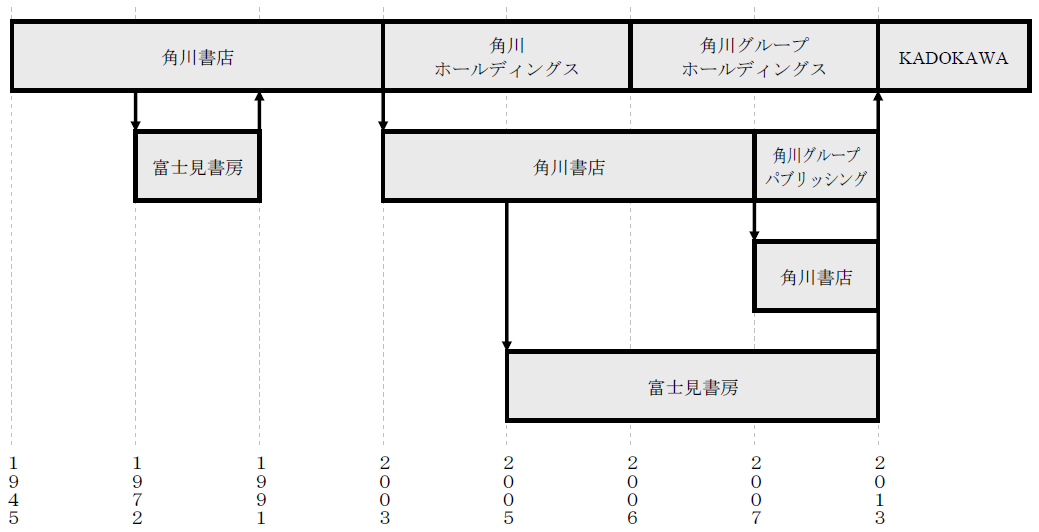
関連会社の統廃合図

### 株式会社富士見書房（初代法人）
1972年に株式会社富士見書房が設立。当初は角川書店（現・KADOKAWA）の教科書による自習テキストの編集・出版であった。社名は、角川グループの拠点である東京都千代田区富士見に由来する。
1986年に俳句雑誌『俳句研究』を買収し2007年まで刊行していた経緯から、俳句関係の書籍も発行していた。『芭蕉全集』など古典注解も刊行した。
1976年にWILD COMICSというレーベルからつのだじろうによるコミカライズ版『八つ墓村』『犬神家の一族』『悪魔の手毬唄』を刊行。1977年に官能小説訳書の『富士見ロマン文庫』を創刊。1980年に『ポップティーン』を創刊。1981年に『時代小説文庫』を創刊。1988年に『ドラゴンマガジン』を創刊。
昭和末期から平成初頭にかけてアダルトアニメ『くりいむレモン』シリーズのノベライズを数多く手がけた『富士見文庫』（富士見美少女文庫）を刊行し、平成期以降に発展したジュブナイルポルノというジャンル自体の端緒を開いたといわれているが、現在このジャンルには展開していない。

### 角川書店 富士見事業部（通称：富士見書房）
1991年に角川書店へ吸収合併され、同社富士見事業部となる。「富士見書房」はその通称となる（社内カンパニー）。以降は、富士見ファンタジア文庫を中心とするライトノベル関係の書籍とそのメディアミックス展開が売上の中心となっている。1997年より『モンスター・コレクション』等のトレーディングカードゲーム事業に着手し、市場にコンテンツを提供している。

### 株式会社富士見書房（2代目法人）
2005年10月1日、合併前と同じく株式会社富士見書房（FUJIMI SHOBO CO., LTD.）として独立会社となる。ただし販売機能は変わらず角川書店にあり、後述の漫画雑誌から出される単行本は富士見書房発行、発売は2006年までは角川書店、2007年以降は角川グループパブリッシング（KGP）名義となっている。営業部門も独自には持たずKGPに委託しているが、広告上では富士見のみでKGPの名前は表記していない。しかし、2008年から『角川コミックスドラゴンJr.（ジュニア）』（現 ドラゴンコミックエイジ）のカバー裏では、「発行 富士見書房 販売元 角川グループパブリッシング」と表記されるようになった。
2012年に創立40周年を迎えた。

### 株式会社KADOKAWA 富士見書房
2013年10月1日、KADOKAWAに吸収合併され、ブランドカンパニーとなった。この時点で各種カバー裏にあった「富士見書房」の表記が消滅し、単に「KADOKAWA」のみとなる。
その後2015年4月1日にブランドカンパニーが廃止され、富士見書房はKADOKAWAのブランドとなった。自前の電子配信サイトの終了が相次ぐ。
2019年8月7日、ドラゴンエイジのサイトが開設し、富士見書房が持つレーベルは全て独自のドメインが入ったサイトに移行（リニューアル）した。これに伴い、富士見書房のサイトは各レーベルのリンクが記載されているだけの状態となり事実上閉鎖した。
2021年8月17日、KADOKAWAオフィシャルサイト内の富士見書房のブランドページが閉鎖。

## 主な雑誌
- 月刊ドラゴンエイジ

月刊コミックドラゴン、月刊ドラゴンジュニアを統合して2003年4月に創刊。
- 別冊ドラゴンエイジ→ヤングドラゴンエイジ

月刊ドラゴンエイジの増刊として2017年9月創刊。2019年12月に現在の誌名に改称・リニューアルしている。
当初は3月・6月・9月・12月発売で、2022年8月より隔月刊化。

### かつて発行していた雑誌
- Popteen - 1980年創刊され、その後、同雑誌の編集業務を請け負っていた飛鳥新社が買い取り、1994年に角川春樹事務所に譲渡。
- 月刊俳句研究 - 1986年より角川書店に買収された当雑誌を引き継ぎ、2007年に角川SSコミュニケーションズに譲渡。
- 月刊コミックドラゴン - ドラゴンマガジンの増刊として1992年に刊行後、1993年に月刊誌として創刊。2003年に月刊ドラゴンエイジに統合。
- RPGドラゴン  - ドラゴンマガジンの増刊として、1995年から1997年まで刊行。
- 月刊ドラゴンジュニア - 1997年に創刊。2003年に月刊ドラゴンエイジに統合。
- ファンタジアバトルロイヤル  - ドラゴンマガジンの増刊として、2000年から2007年まで刊行。
- ドラゴンエイジピュア - 2006年創刊の月刊ドラゴンエイジの増刊誌。2009年に刊行終了。
- エイジプレミアム - 電子書籍雑誌。2011年8月に創刊。2015年8月に休刊。
- ミルフィ - 電子書籍雑誌。2013年8月に創刊。2015年4月に休刊。
- ドラゴンマガジン - 1988年1月に創刊。月刊ライトノベル雑誌であったが、2008年に隔月刊化。2025年3月に休刊。

## 主なサイト
- 富士見書房公式TRPG ONLINE

TRPGのオンラインセッション支援用SNS。2012年11月6日開設。なお、富士見やKADOKAWAが関与していない「TRPG Online」という名前のサイトが既に存在しており、混同を避けるためこちらでは富士見書房の冠が付く。
2014年8月31日にプレミアム会員とセッション機能が終了したものの、新たにリプレイとシナリオ投稿機能が追加された。2017年8月31日にSNSは終了し、以降は富士見ドラゴンブックを中心とした、富士見書房ブランド刊行のTRPGの紹介サイトとなる。
- ファンタジアBeyond

オンライン小説サイト。2014年3月7日開設。2016年6月30日最終更新。以降はカクヨムの富士見ファンタジア文庫ページにて引き継がれる。

## 主な書籍

### レーベル
- 富士見ファンタジア文庫 - 1988年創刊
  - 風の大陸（1992年アニメ映画）
  - 宇宙一の無責任男シリーズ（1993年アニメ放送・1994年、1995年OVA化）
  - スレイヤーズ（1995年、1996年、1997年、2008年、2009年アニメ放送・1995年、1996年、1997年、1998年、2001年アニメ映画・1996年、1998年OVA化）
  - セイバーマリオネットJ（1996年、1998年アニメ放送）
  - ロスト・ユニバース（1998年アニメ放送）
  - 魔術士オーフェン（1998年、1999年アニメ放送）
  - 星方天使エンジェルリンクス（1999年アニメ放送）
  - それゆけ!宇宙戦艦ヤマモト・ヨーコ（1999年アニメ放送）
  - 召喚教師リアルバウトハイスクール（2001年アニメ放送）
  - フルメタル・パニック!（2002年、2003年、2005年、2018年アニメ放送）
  - スクラップド・プリンセス（2003年アニメ放送）
  - まぶらほ（同）
  - ザ・サード（2006年アニメ放送）
  - BLACK BLOOD BROTHERS（同）
  - ロケットガール（2007年アニメ放送）
  - 風の聖痕（同）
  - ご愁傷さま二ノ宮くん（同）
  - 鋼殻のレギオス（2009年アニメ放送）
  - 生徒会の一存（2009年、2013年アニメ放送）
  - 伝説の勇者の伝説（2010年アニメ放送）
  - これはゾンビですか?（2011年、2012年アニメ放送）
  - いつか天魔の黒ウサギ（2011年アニメ放送）
  - ハイスクールD×D（2012年、2013年、2015年、2018年アニメ放送）
  - だから僕は、Hができない。（2012年アニメ放送）
  - デート・ア・ライブ（2013年、2014年、2019年、2022年、2024年アニメ放送・2015年アニメ映画・2020年OVA化）
  - 神さまのいない日曜日（2013年アニメ放送）
  - 東京レイヴンズ（同）
  - 勇者になれなかった俺はしぶしぶ就職を決意しました。（同）
  - 棺姫のチャイカ（2014年アニメ放送）
  - 甘城ブリリアントパーク（同）
  - 冴えない彼女の育てかた（2015年、2017年アニメ放送・2019年アニメ映画）
  - 空戦魔導士候補生の教官（2015年アニメ放送）
  - 対魔導学園35試験小隊（同）
  - クオリディア・コード（2016年アニメ放送）※メディアミックス企画「プロジェクト・クオリディア」の1つ。
  - ロクでなし魔術講師と禁忌教典（2017年アニメ放送）
  - ゲーマーズ!（同）
  - グランクレスト戦記（2018年アニメ放送）
  - 俺が好きなのは妹だけど妹じゃない（同）
  - 通常攻撃が全体攻撃で二回攻撃のお母さんは好きですか?（2019年アニメ放送）
  - アサシンズプライド（同）
  - キミと僕の最後の戦場、あるいは世界が始まる聖戦（2020年、2024年アニメ放送）
  - 史上最強の大魔王、村人Aに転生する（2022年アニメ放送）
  - 新米錬金術師の店舗経営（同）
  - 転生王女と天才令嬢の魔法革命（2023年アニメ放送）
  - スパイ教室（同）
  - 異世界でチート能力を手にした俺は、現実世界をも無双する（同）
  - 経験済みなキミと、経験ゼロなオレが、お付き合いする話。（同）
  - VTuberなんだが配信切り忘れたら伝説になってた（2024年アニメ放送）
  - 魔王2099（同）
- カドカワコミックス・ドラゴンJr.→ドラゴンコミックスエイジ - 1994年12月創刊→2009年12月移行。
  - かりん（2005年アニメ放送）
  - 京四郎と永遠の空（2007年アニメ放送）
  - 仮面のメイドガイ（2008年アニメ放送）
  - おまもりひまり（2010年アニメ放送）
  - 学園黙示録 HIGHSCHOOL OF THE DEAD（2010年アニメ放送）
  - 異国迷路のクロワーゼ（2011年アニメ放送）
  - マケン姫っ!（2011年、2014年アニメ放送）
  - 最近、妹のようすがちょっとおかしいんだが。（2014年アニメ放送・2014年実写映画）
  - トリニティセブン 7人の魔書使い（2014年アニメ放送・2017年、2019年アニメ映画）
  - トリアージX（2015年アニメ放送）
  - 異種族レビュアーズ（2020年アニメ放送）
  - 宇崎ちゃんは遊びたい!（2020年、2022年アニメ放送）
- 富士見ドラゴンブック - 1985年創刊。
- 富士見L文庫 - 2014年6月創刊。
  - かくりよの宿飯（2018年、2025年アニメ放送）
  - わたしの幸せな結婚（2023年実写映画）
- ドラゴンノベルス - 2019年2月創刊。

### 絶版
小説
- 富士見文庫
- 富士見ロマン文庫 - 1977年から1991年にかけて刊行。
- 富士見時代小説文庫 - 1981年から1996年にかけて刊行。
- 団鬼六文庫 - 1985年から1987年にかけて刊行。
- 富士見美少女文庫 - 1986年から1993年にかけて刊行。
- 富士見ドラゴンノベルズ - 1987年から1995年にかけて刊行。
- 富士見ミステリー文庫 - 2000年から2009年にかけて刊行。
- Style-F - 2007年から2008年にかけて刊行。
- 富士見新時代小説文庫 - 2013年から2015年にかけて刊行。
- FUJIMI SHOBO NOVELS - 2014年3月創刊。2015年9月休刊。一部の作品はカドカワBOOKSが引き継ぐ。

漫画
- 富士見ファンタジアコミックス→ドラゴンコミックス - 1988年創刊→1993年移行
  - ドラゴンハーフ（1993年OVA）
  - でたとこプリンセス（1997年OVA化）
  - はいぱーぽりす（1997年アニメ放送）
  - 魔法遣いに大切なこと（2003年アニメ放送）
  - クロノクルセイド（2003年アニメ放送）
- ♂BL♂らぶらぶコミックス - 電子書籍。当初は携帯電話のみ。2010年8月創刊。新作が2016年6月、既存の作品の分冊版が2019年1月にかけて刊行。ただし、既刊の取り扱いは続いている。
- TL濡恋コミックス - 電子書籍。2014年6月創刊。2016年11月にかけて刊行。ただし、既刊の取り扱いは続いている。

## 主なゲーム
以下のゲームは展開を終了している。
- モンスター・コレクション（1997年9月〜2011年7月。以降はブシロードに移行）
- メイジナイト（2001年10月〜2004年3月）
- ドラゴン☆オールスターズ（2003年9月〜2006年7月）
- プロジェクト レヴォリューション（2007年4月〜2011年12月。ブロッコリーとの共同企画）
- サイキックハーツ（2012年8月〜2018年12月。トミーウォーカーとのコラボ）
- アンジュ・ヴィエルジュ（2013年10月〜2017年4月。メディアファクトリーとの共同企画）

## ラジオ番組
- 仁美と有佳のどらごんデンタルクリニック（文化放送、2004年3月31日〜2006年3月29日放送）
- 富士見ティーンエイジファンクラブ（ラジオ大阪、2006年4月9日〜2008年3月30日放送）